# Koyaanisqatsi
A Koyaanisqatsi – Kizökkent világ (eredeti cím: Koyaanisqatsi) Godfrey Reggio kultikussá lett Qatsi-trilógiájának első, és egyben legismertebb darabja, amelynek zenéjét Philip Glass, képeit a Baraka rendezőjeként is ismert Ron Fricke alkotta. A narrációt nélkülöző vizuális költemény szótlanságát így magyarázta Reggio: "nem a nyelv szeretetének hiánya az oka, hogy ezekben a filmekben nincsenek szavak. Ez azért van, mert álláspontom szerint a nyelv lealacsonyodott állapotban van. Már nem képes leírni a világot, amelyben élünk."

## A film címe
A hopi nyelvben a Koyaanisqatsi az egyensúlyát vesztett életet jelöli (qatsi=élet). A címbeli szó utal a kaotikus és a nyugtalansággal teli életre is. A film elején és végén ugyanaz a dal csendül fel, amely a címszót ismételgeti. A film trailere, hangsávja.

## A film témája
Az Egyesült Államok különböző helyszínein felvett film a modern ember és a természet megváltozott viszonyáról, az elidegenedésről, az őrült módon felgyorsult életről, annak visszásságairól, ugyanakkor az ember kiszolgáltatottságáról, alkotásainak törékenységéről is szól. A filmben több visszatérő elem is van, mint a felhők mozgása vagy a rakéta, amelyet fellőnek, de amely a film végén felrobban és visszazuhan. Lényeges elem a filmben a pusztulás, továbbá az idő és a modern ember kapcsolata. Ezt a film technikája is magyarázza. A mű dokumentumfilm szerepet is betölt: jól megörökíti például a St. Louis-ban épült először híres, később hírhedtté vált Pruitt-Igoe háztömbök lerombolását, amelyet helikopterről filmeztek.

## A film technikája
A mű a time-lapse és a slow motion technikákat alkalmazza nagy mértékben. A filmet – költségkorlátok miatt – eleinte 16 mm-es filmre forgatták, később azonban 35 mm-re váltottak. Az évekig tartó forgatás több kameratípus használatával történt, sőt, saját készítésű szerkezeteket is alkalmaztak. Egyes jelenetek, például a Boeing 747-es felszállásának felvétele, amely egyben a leghosszabb megszakítás nélküli felvétel a filmben, mintegy két hétig készült.

## A film főbb helyszínei
- Harlem
- Bronx
- St. Louis
- Los Angeles-i nemzetközi repülőtér
- Times Square
- Santa Fe
- Chicago
- Washington D.C.

## Fordítás
- Ez a szócikk részben vagy egészben  a   Koyaanisqatsi című angol Wikipédia-szócikk fordításán alapul.  Az eredeti cikk szerkesztőit annak laptörténete sorolja fel. Ez a jelzés csupán a megfogalmazás eredetét és a szerzői jogokat jelzi, nem szolgál a cikkben szereplő információk forrásmegjelöléseként.